# Глинсько (заповідне урочище)
Гли́нсько — лісове заповідне урочище місцевого значення в Україні. Розташоване в межах  Дубенського району Рівненської області, на території колишньої Крупецької сільської ради. 
Площа 1,3 га. Заснований рішенням обласної ради № 33 від 28.02.1995 року. Перебуває у віданні ДП «Дубенський лісгосп» (Радивилівське л-во, кв. 81, вид. 12). 
Статус надано для збереження насаджень дуба. Урочище є мальовничою ділянкою одноярусного сосново-дубового лісу природного походження. Основною панівною породою є дуб звичайний, віком понад 150 років. Ґрунти супіщані, підзолистого типу. Рослинний покрив утворюють орляк звичайний, суниці лісові, перлівка поникла. Із фауни трапляються кабан, заєць сірий, їжак білочеревий, вивірка звичайна, сойка, повзик, зяблик, веретільниця ламка. 
- Урочище назване так тому, що жителі с. Баранне в довоєнний час видобували в ньому глину і створили своєрідний кар'єр.